# Gabriel Acacius Coussa
Gabriel Acacius Coussa B.A., italijanski rimskokatoliški duhovnik, škof in kardinal, * 3. avgust 1897, Aleppo, † 29. julij 1962, Rim.

## Življenjepis
20. decembra 1920 je prejel duhovniško posvečenje kot redovnik znotraj melkitske uniatske cerkve.
3. marca 1946 je postal tajnik Papeške komisije za interpretacijo zakonika kanonskega prava.
26. februarja 1961 je bil imenovan za naslovnega naškofa Hierapolisa in Syria dei Greco-Melkiti; 16. aprila istega leta je prejel škofovsko posvečenje. 4. avgusta 1961 je postal protajnik Kongregacije za vzhodne cerkve.
19. marca 1962 je bil povzdignjen v kardinala in imenovan za kardinal-duhovnika S. Atanasio. 24. marca istega leta je postal tajnik Kongregacije za vzhodne cerkve, vendar je že štiri mesece kasneje umrl.